# Distretto di Dong (Panzhihua)
Il distretto di Dong (东区S, Dōng QūP) è un distretto della Cina, situato nella provincia di Sichuan e amministrato dalla prefettura di Panzhihua.